# Pteris pteridioides
Pteris pteridioides là một loài thực vật có mạch trong họ Pteridaceae. Loài này được (Hook.) Ballard miêu tả khoa học đầu tiên năm 1937.